# 17972 Ascione
17972 Ascione este un asteroid din centura principală de asteroizi.

## Descriere
17972 Ascione este un asteroid din centura principală de asteroizi. A fost descoperit pe 10 mai 1999 la Socorro, New Mexico, în cadrul proiectului LINEAR. Asteroidul prezintă o orbită caracterizată de o semiaxă mare de 2,72 ua, o excentricitate de 0,02 și o înclinație de 5,1° în raport cu ecliptica.